# Elizabeth Siewertsz van Reesema
Elizabeth Siewertsz van Reesema (Rotterdam, 30 april 1862 - Oosterbeek, 31 augustus 1922) was een Nederlands schilder, kunstnijveraar, ontwerper en textielkunstenaar.

## Biografie
Van Reesema werd geboren op 30 april 1862 in Kralingen, Rotterdam. Ze begon haar kunstopleiding aan de Academie van Beeldende Kunsten in Den Haag.
Ze was gespecialiseerd in Egyptisch vlechten (tegenwoordig bekend als sprang) en in borduren. Ze maakte kunstnaaldwerk. Ze werkte samen met haar vriendin en partner Els Nierstrasz in de winkel 't Spinnewiel in Arnhem.

## Werk en invloeden
Van Reesema's oeuvre omvat verschillende onderwerpen, waaronder stilleven, portret en stadsgezicht. Ze signeerde haar werken vaak met 'Elisabeth van Reesema' en gebruikte monogrammen zoals ISVR en ISvR.
Ze was een leerling van Hendricus Petrus Bremmer, een kunstenaar en kunstcriticus uit die tijd. Ze was betrokken bij de Vereeniging voor Ambachts- en Nijverheidskunst (VANK).

## Kunst en ambacht
Van Reesema was niet alleen bedreven in de schilderkunst, maar ook toegewijd aan textielkunst. Rond 1900 werd er een serieuze poging gedaan om als 'vrouwelijk' beschouwde ambachten te professionaliseren, waarbij geëmancipeerde ambachtelijke vrouwen hun brood konden verdienen met deze ambachten. Ze deed onderzoek naar historische en 'exotische' textielambachten, en publiceerde hier ook over. Ze werd gezien als een expert op het gebied van de textielkunsten en de Egyptische vlechttechniek in het bijzonder.
Een opvallend voorbeeld van haar werk is een tas gemaakt van Egyptisch vlechtwerk in de collectie van Museum Boijmans van Beuningen.

## Publicaties (selectie)
Boeken
- Egyptisch vlechtwerk, 1910

Tijdschriften
- Oud-Egyptisch vlechtwerk, Onze Kunst. 1908
- De opleving der textiel-kunst, Onze Kunst. 1914
- Een oud-Egyptische muts door E. Siewertsz van Reesema, Elsevier's Geïllustreerd Maandschrift. 1921

## Galerij

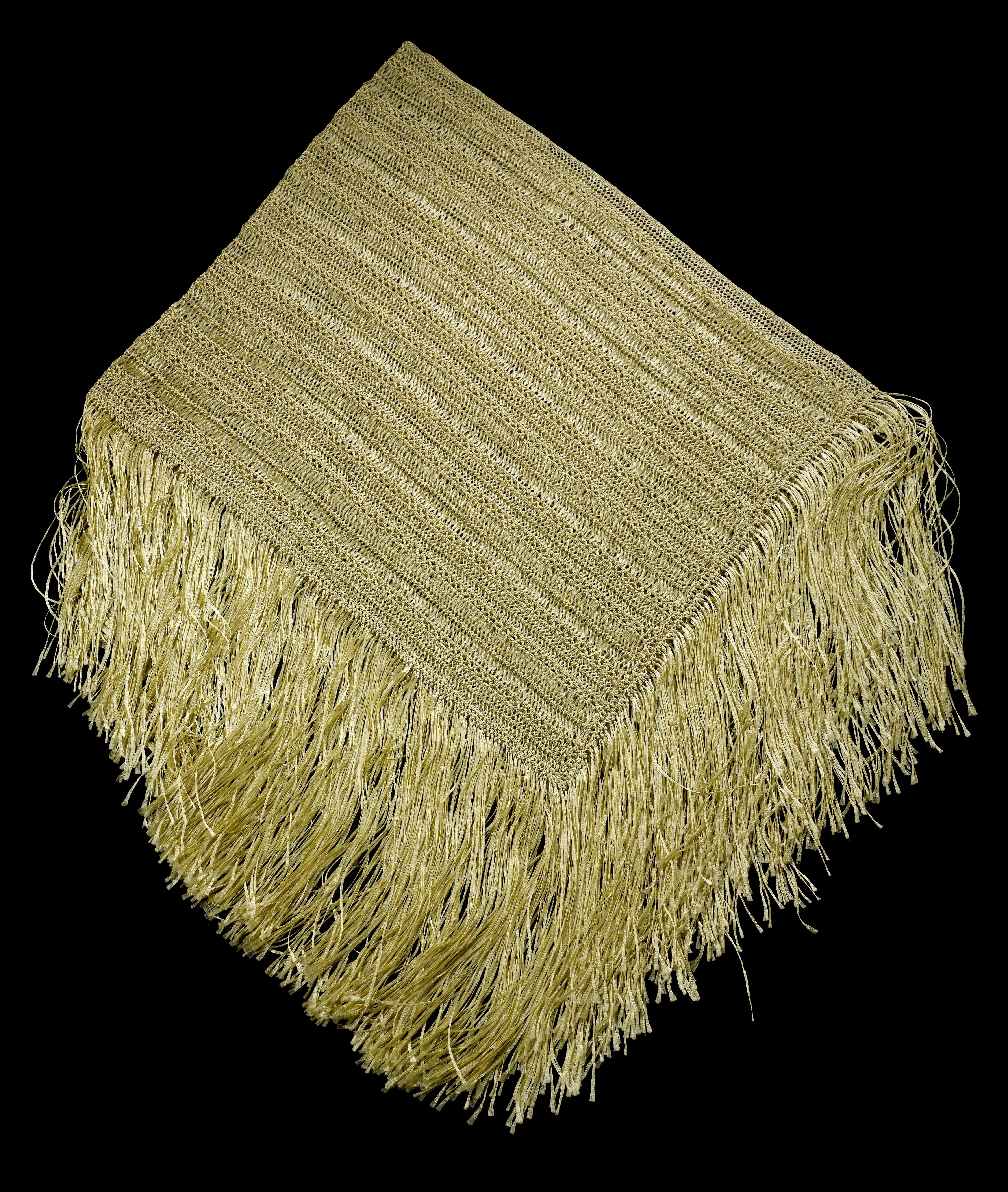
Vierkante sjaal van geel zijden tres (ca. 1907- ca. 1910, toegeschreven aan Siewertsz van Reesema)

- Biografisch Portaal: 75585866
- International Standard Name Identifier: 0000 0000 7979 6259
- Library of Congress Control Number: no2016032802
- Nederlandse Thesaurus van Auteursnamen: 072766131
- RKD-Nederlands Instituut voor Kunstgeschiedenis: 88416
- Virtual International Authority File: 89745267
- WorldCat: E39PBJrGrRDqwbqGmM4Jc3JVYP